# 今川義元
今川義元（日语：／ Imagawa Yoshimoto，1519年—1560年6月12日）是日本戰國時代守護大名今川氏的第11代家督。今川氏乃出自鎌倉八幡太郎源義家一系的名門望族，其先祖源義家是甲斐武田氏先祖源義光之兄，甲斐武田與駿河今川有親戚關係，室町幕府足利將軍家庶流吉良氏分家。其正室為武田信虎之女定惠院。初名今川氏元，後接受室町幕府第12代征夷大將軍・足利義晴的偏諱拜領義字而改名為今川義元。今川義元是北條氏康、武田信玄的義兄弟，同時也是武田信玄的姊夫、北條氏康的妻弟。
今川義元是日本戰國時代前期戰國大名。在其繼位後，轉變父親今川氏親及長兄今川氏輝與武田氏對立的外交方針，致力與武田家達成和睦關係。為此，義元為武田信虎長子武田信玄做媒，助其迎娶了京都公卿三條公赖之女，而義元自己則迎娶了武田信虎長女定惠院為正室。透過政治聯姻，武田與今川兩家也從長年對峙的仇家變成親家，雙方結成穩固的婚姻同盟。在軍師太原雪齋及母親壽桂尼的輔佐下，今川家在義元手中達到了全盛巔峰時期，並佔有駿河、遠江、三河三國，領地石高達百萬石以上。義元也享有「東海道一弓取」的美名。今川義元與同代的甲斐武田晴信、相模伊豆北條氏康、尾張織田信秀競逐霸業。庇護三河松平廣忠納為附屬國，並提拔其子松平元康，然而今川義元在桶狹間之戰（永祿四年，1560年），意外的敗死在年輕的織田信長手上，享年42歲。今川家也在義元逝世後迅速地由盛轉衰。

## 生平

### 還俗爭位、嫡庶之分
年幼時出家，法號栴岳承芳，接受家老軍師太原雪齋的教育。在長兄今川氏輝病逝後還俗回歸今川家，後得太原雪齋協助平定家中內亂繼承家業（花倉之亂）。花倉之亂，是今川氏內部繼承人為爭奪家督之位所爆發的一場內亂。大永六年（1526年）今川氏第9代當主今川氏親逝世，其長子今川氏輝以14歲之齡繼位為今川氏第10代當主。惟氏輝在天文五年（1536年）突然過世，因其無嗣又未指定繼承人，致使今川氏家督之位懸空，為此氏親所剩下的兩個兒子，玄廣惠探和栴岳承芳便開始為了爭取家督之位而對立。
如從長幼順序來看，家督理應由較年長的三男玄廣惠探來繼承，然而玄廣惠探為氏親側室福島氏所生，只是庶子。因此若按嫡庶之分，在嫡長子今川氏輝已死的情況下，由同樣身為嫡子的五男栴岳承芳繼承家督，則顯然較具正統與合法性。不過，玄廣惠探的外祖父福島正成係今川氏重臣，且控制了方上城、高天神城等重要支城，勢力龐大。在擁有強大的後盾下，玄廣惠探決定訴諸武力與栴岳承芳爭個高下，同時還俗，改名今川良真。另一方面，氏親正室壽桂尼也不甘示弱，當即下令栴岳承芳還俗，並改稱「今川五郎」，以示正統〈「五郎」是今川家世代嗣子的通稱。在這個情況下，有著象徵梅岳承芳才是正統的重要性。〉；同時今川氏輝託孤重臣太原雪齋（崇孚）也策動家臣倒向栴岳承芳這邊。太原雪齋以栴岳承芳的繼承正统性為號召，成功地對今川氏一門和家臣進行攏絡工作。如今川氏重臣朝比奈泰能，因其妻為壽桂尼之侄女，他也因此最早加入承芳方，還有一門眾之首，先祖貞世的后代濑名氏貞也被雪斋说服，他的加入使承芳方變得極為有利；此外在雪齋號召下加入的還有承芳的妹夫關口氏廣、家中岡部一族的岡部正綱及岡部元信也紛紛投入承芳方。在雪齋和其他家臣相助下，玄廣惠探和福島一族相對孤立無援。
天文五年（1536年）五月，壽桂尼在必勝把握的情況下與支持惠探的福島正成會面，希望說服對方放棄支持惠探，但這次談判不歡而散，福島家族頑固的抵抗並堅持自己的立場，並在談判的隔天起兵攻打承芳所在的駿府館。雙方軍隊在駿府城下初次交戰，由於駿河府館的城防十分堅固，福島家的軍隊遭遇慘敗，不得不退守方上城、花倉城等據點。承芳一方見機便迅速發起反攻：六月二日，承芳派遣岡部親綱攻打福島軍的據點方上城，方上城築構在燒津高草山的山頂上，是從駿府館到花倉城的重要城池。靠著城兵拼命防守，使得攻防相當激烈，但方上城最終還是為岡部親綱所攻克。隨後承芳方的小笠原春儀進攻東遠江高天神城，城主福島正成一直奮戰到最后一刻，直至小笠原軍攻入本丸也顯少有投降的人。而眼看己方陣地一个个失守的玄廣惠探，只得選擇遁入花倉城。花倉城又名叶梨城，乃今川氏先祖今川範氏所築，曾一度是今川氏的本城。承芳方以朝比奈泰朝為中心的軍隊，在會合攻克方上城的岡部親綱軍隊後，旋即包圍了惠探所在的花倉城。六月八日，花倉城淪陷，惠探逃入濑户谷普门寺。由于多数人都是見風轉舵，僅有像福岛氏一族等惠探的忠實擁護者仍堅守著普門寺，并为惠探乞降请命，但壽桂尼與太原雪齋決定斷絕禍患。六月十四日，惠探在普门寺切腹自殺，花倉之亂就此結束，勝出的承芳改名今川氏元，繼承家督。後接受征夷大將軍・足利義晴的偏諱拜領義字而改名為今川義元。

### 親和武田、反目北條
天文六年（1537年）二月，今川義元在掌權後，轉變父親氏親及長兄氏輝與武田氏對立的外交方針，致力於改善今川家與武田家的關係。武田氏的當主武田信虎見栴岳承芳（今川義元）得到今川家中大部份重臣的擁戴，遂對栴岳承芳表示支持，並在花倉之亂結束後協助擒捕支持惠探一方的福島一族殘黨，而部分的福島一族北條綱成前往相模伊豆的小田原城尋求依靠北条氏康，更把暗中違命匿藏反義元派殘黨的武田家臣前島一族剷除。也由於信虎的支持，新任今川家當主義元遂一改自父親氏親以來與武田家敵對的狀態，兩家關係由此出現了重大的轉變。為了加強兩國聯繫，義元利用今川家長期以來和京都朝廷的良好關係，為武田家的未來繼承人武田信玄做媒，幫助信玄迎娶了京都公卿三條公赖次女三條夫人，自己則迎娶了信虎長女定惠院(武田信玄的姊姊)為正室，信虎還將自己的名刀宗三左文字送給義元，雙方結成鞏固的婚姻同盟。通過政治聯姻，武田與今川也從長年對峙的仇家轉為互通友好的親家。隨著兩家建立聯姻關係，象徵著甲駿同盟正式締結。
然而，義元與武田家結盟相善的舉動卻引來了今川家世交盟友、武田家世仇宿敵的北條家不滿與憤恨，北條家的初代家督北條早雲本是今川家臣，而且早雲還是義元父親氏親的舅舅，兩家也長期和甲斐武田氏及三河松平氏交戰(今川義元長兄今川氏輝曾和北條氏綱一同進攻武田信虎；今川義元父親今川氏親曾和北條早雲一同進攻松平長親)，現在今川家背著北條家獨自和共同的敵人武田家結盟，北條家中出現許多今川家不可信任的風聲，自然的也捨棄與今川家盟約，今川與北條兩家關係破裂互相交惡，並在以富士川以東的駿河國土為戰場多次交兵（第一次河東之亂）。
天文十年（1541年）六月，武田信虎出發前往駿河的駿府館探望長女定惠院及外孫今川氏真。武田晴信在二弟武田信繁、重臣甘利虎泰、板垣信方等的支持下放逐信虎，並繼承甲斐武田氏第19代家督。晴信同時置書姊夫義元，協議約定由義元將信虎留在駿府館，生活费用則由武田方負擔。通過此事件，今川和武田的同盟關係變得更加強化且密切。
天文十年（1541年）七月，不滿義元改變外交方針的北條家第2代家督北條氏綱與其子第3代家督北條氏康開始和今川家為爭奪富士川以東的土地持續征戰12年。義元遂與武田家武田晴信、扇谷上杉家上杉朝定、山內上杉家上杉憲政聯合輪番攻擊北條家，成功地遏制了北條家的攻势，使北條軍勢在駿河東邊的國境撤退回相模，義元也成功的支配了駿東、富士二郡。
天文十四年（1545年）十月，義元為奪回之前被北條氏綱占據的駿河東部出兵，並與北條氏康在駿河東部富士郡展開對陣（第二次河東之亂）。趁此之際，關東管領山內上杉家第15代當主上杉憲政，聯合扇谷上杉家末代家督上杉朝定及末任古河公方的足利晴氏，集結號稱8萬大軍，包圍僅有3,000北條軍駐守的河越城。氏康為援救河越城，不得已只能自駿河快速退兵，今川軍見狀隨即攻陷吉原城及長久保城。氏康雖是智勇兼備的名將也無法同時對付這麼多敵人，未免陷入多線作戰，氏康遂經由武田晴信仲介斡旋，以割讓且退出東駿河的河東之地為條件與義元達成和解。在與今川家議和解決西邊的威脅後，氏康得以班師關東，騰出雙手來全力對抗足利上杉聯軍。

### 卓越內政、實行檢地
在擴張領地的同時今川義元也没有忘記内政的重要性。自天文十年（1541年）起，義元在駿河、遠江、三河多次派遣檢地奉行，展開艱辛的檢地工作，使領地基礎得到了强化，增加了家臣的军役俸祿，確保了年貢納入責任者。在戰國时代，大名為了備戰，向百姓徵收的年貢率很高，大多在五公五民（收获量的五成歸领主，五成歸農民自己）以上，乃至有高達八公二民者。義元則承襲父親今川氏親的四公六民的年貢率，深得民心。
在維持治安與開發金山方面，駿河的江尻（清水港）是連接東國至京都、難波的交通要津，義元為此加强港内治安，並保護沿岸的旅店、商人。同時他也著力發展沿海地带的製鹽業，開發安倍内地的金山金礦。由於義元的軍中威望以及優秀的內政手腕和卓越的內政政策，使得在其統治下的駿府館城下町與街町充滿繁榮。
義元在擔任今川家督後，致力將京都文化移植至關東地區，並視其為使命。由於對京都文化的狂熱崇拜，義元會刻意仿效並且遵循京都裡華麗的王孫、公卿，穿直衣、戴烏帽子、塗黑齒、描蟬眉、抹脂粉、召開詩會。
此外，義元也為其父今川氏親的《今川假名目錄》追加制定，加上重視內政、主從間的組織化、強化對農工商業者的管理、建立交通制度等，並強調主從間的恩給與奉公關係(寄親寄子制)。《今川假名目錄》自此凡五十四條，即《假名目錄追加21條》，是東國大名中最早的分國法，也是戰國家法中最完備的一部。由於今川氏世代的累積加上義元細心管理，今川氏由最初的駿河22萬石知行領地，到義元時的實力已有76萬石，可調集投入戰鬥的兵員更可達二萬六千多人。相較當時尾張織田家的43萬石也只能勉強調集出將近一萬五千多人而已。

### 援助松平、佔領三河
天文十六年（1547年），開始不斷在與北條家爭奪駿河以東富士之地；織田家爭奪三河，且勢力不斷擴大，尾張的織田信秀發動對三河的侵略。
天文四年（1535年），向尾張進軍的松平清康(松平元康祖父)被阿部定吉之子弥七郎误杀，年僅25岁。清康死后，松平家馬上出现势力之争漸漸呈現出衰弱的情況。清康的叔父松平信定謀害清康之子10岁的松平廣忠，奪取家督之位。廣忠逃往清康的妹婿伊势神户城主東條持廣處避開松平信定的追殺。
天文九年（1540年），織田信秀乘虛而入，攻取了西三河門戶重要據點安祥城，以長男織田信廣為城主。
天文十四年（1545年），廣忠安祥城奪回計劃失敗，廣忠正式臣從今川氏。繼承父兄遗志，一心要在京都插上自己的今川家軍旗的義元，自然不會眼看著织田信秀在三河擴充勢力，岡崎城主松平廣忠向義元求援，義元立即向逃往伊势的松平廣忠伸出了援助之手。義元命令雪齋率軍進入西三河抵抗織田軍的入侵；同時義元要求松平廣忠送出其子竹千代(德川家康)做為人質，以示對今川家的忠誠。然而竹千代在前往駿府館的途中，田原城主户田康光(廣忠繼室之父)竟将竹千代成為人質送往靜岡寺一事以及實際具體的行進路線全部都密報給織田信秀，藉以獲取織田氏的獎賞。因此織田信秀派人将竹千代自半途中劫走，並以此脅迫松平廣忠倒向織田家而背離今川家。松平廣忠並未因竹千代被劫走而屈服織田信秀，而是心甘情願的繼續聽命於今川義元。在已經作为織田信秀家臣的久松俊胜夫人的於大（竹千代生母）的懇肯求情下，竹千代免於被織田信秀殺害，但作為人質扣留在尾張。
天文十七年（1549年），三河的松平家當主松平廣忠被岩松八彌刺殺身亡，年僅24歲。織田信秀率軍五千餘再度入侵三河，義元深怕松平家臣團倒向織田方，於是決定将松平家臣全部集中到駿府館，除冈崎城以外的松平家的支城全部由今川家的部将代守。義元判斷松平家少主松平元康在織田家的手上，松平家臣如果因為少主元康在織田家，而倒向織田家對自己要介入三河的影響力會減弱，織田信秀就會介入三河松平家，無法忍受這種形勢的今川義元，下令軍師太原雪齋為總帥、朝比奈泰朝為副將，率二萬五千人前往迎戰。雙方在岡崎城東南的小豆阪一地進行對峙小豆阪合戰。先鋒織田信廣遭遇今川家的朝比奈泰能，打得難分難解。太原雪齋再派出岡部元信領隊支援，終於擊退織田軍。
同年（1549年）十一月，義元派遣雪齋出兵攻陷西三河要衝安祥城，擄獲守將織田信廣(織田信長的庶兄)。雪齋遂跟織田信秀交涉，但信秀謹慎的顧慮到，織田家因尾張尚未統一的關係與家中出現不穩，並且還有尾張北方的織田信友處於敵對，基於與其正面對抗今川家，不如先安定國內並打壓強敵的政治考慮，也就欣然答應將年仅六歲的竹千代送還，以(織田信秀長子)織田信廣交換回(松平廣忠長子)竹千代˙松平元康。義元將松平竹千代送到了自己的大本營駿府城，名義上是加以保護，實際上是扣為人質，自此完全將三河松平家的家臣置於今川家的控制之下。緊接著今川義元進一步將三河所有領地的領主均撤換為今川家的人並在三河推行檢地，至此三河徹底成為今川的領土。就這樣今川義元完成了祖父今川義忠和父親今川氏親長兄今川氏輝占領駿河、遠江、三河三國的夢想，已具備鯨吞天下的實力。此舉不但徹底掌控了松平家，並讓自家勢力擴張至西三河區域。最終擁有駿河、遠江、三河的領地，成為東海道百萬石之大大名。

### 培養竹千代、烏帽子親
今川義元決定代替死去的松平廣忠照顧竹千代，今川義元看著年幼的竹千代深受喜愛，讓竹千代先住進静岡寺，不久又轉而進入臨濟寺。在住進寺院的期間他受到了今川家最有智慧的太原雪齋教導與培養，直到14歲这一年弘治元年（1555年）十月，義元的導師太原雪齋仙逝。雪齋臨終前告訴義元，拉攏竹千代成為今川家一門。
弘治二年（1556年），為了提高竹千代在今川家的身分地位，安排迎娶妹夫關口親永的女兒乳名為阿鹤的濑名姬（即築山殿）。由於未成年者不得迎娶，因此義元先為竹千代行成年之禮元服，義元並為竹千代戴上烏帽子，義元將元字賜給竹千代，並取名為松平元信。兩年後即永祿元年（1558年），松平元信將名字中的信字，改為祖父清康的康字，改名為松平元康，再娶關口親永的女儿築山殿為妻，正式成為今川家一門。這時松平元康才眾望所歸地得以回到岡崎城。對於竹千代作為人質在駿府館的待遇相當良好，同樣身為人質且在駿府館的北條氏規成為少時玩伴。義元替死去的廣忠盡了父親的責任，將竹千代視為親子讓其導師太原雪齋教導他兵法及外交還有陣形等多種學問，逐漸成為今川麾下不可或缺的年輕一門武將。

### 三國同盟、準備上洛
天文十九年 (1550年) 六月，定惠院(武田信玄之姊)義元正室的急逝死去，意味著甲駿同盟就此結束，使得武田信玄對甲駿同盟之間的羈絆感到不安。
天文二十年 (1551年) 七月，剛完成小県郡攻略的武田信玄，向今川方面派遣三弟武田信廉進行正式的「輿入」申請，得到了義元的應許。同時信玄亦對北條氏康遣使進行婚姻交涉，致力於成立甲相同盟。
天文二十一年（1552年）二月，武田太郎義信的成人禮（元服）完成方得正式實行。武田方派遣駒井政武為使，在穴山信治仲介下，透過今川氏家臣一宮出羽守和高井兵庫助得到義元對兩家締結婚姻的應許。 
同年（1552年）十一月，義元、信玄二人互相交付起請文（誓詞）後，義元長女嶺松院才正式嫁予太郎義信為正室。
而後，北條氏康出兵駿河，身為盟友的信玄得知消息後，立即出兵支援義元。雪齋認為氏康來犯將會是個難纏的對手，亦會阻礙上洛的計劃，於是他建議對北條家進行議和。義元同意了雪齋的提議，今川義元出面於善德寺會見甲斐之虎武田晴信和相模之獅北條氏康訂立了今川家、武田家、北條家的盟約，史稱善德寺甲相駿三國同盟。
天文二十一年（1552年）十一月，「今川義元之女嶺松院嫁給武田信玄的嫡子武田太郎義信為正室。」
天文二十二年（1553年）二月，「武田晴信之女黃梅院嫁給北條氏康的嫡子北條新九郎氏政為正室。」
天文二十三年（1554年）七月，「北條氏康之女早川殿嫁給今川義元的嫡子今川彥五郎氏真為正室。」

### 敗亡桶狹間之戰

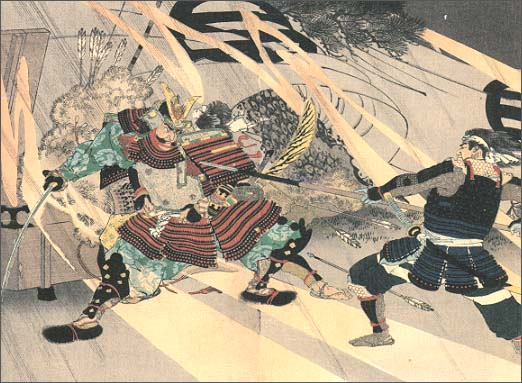
桶狹間大合戰圖、豊明市立圖書館所藏

永祿三年（1560年）五月，今川義元認為尾張國內的政情混亂，尾張北邊美濃的齋藤義龍也病危，情勢一片大好，所以動員了二萬五千人出兵入侵尾張，對外則號稱四萬人，宣稱要上洛。今川義元派朝比奈泰朝為先鋒進攻鷲津城，命令長大了的竹千代(松平元康）攻下丸根城。
由於松平元康進攻丸根城的進展相當順利，十八日上午進攻，下午丸根城就淪陷了；丸根城的守將佐久間大學的首級被松平元康的軍使送到今川義元的面前，以致於鬆懈了今川軍的警戒心。到了五月十九日午後，今川義元誤以為此刻織田信長應該還龜縮在清洲城（織田氏居城）內不敢出兵，於是大意輕敵，在善照寺砦東南方的桶狹間附近歇息，並在陣地中開擺筵席，大宴將士，因此受到織田信長率眾三千的突襲(另有一說是信長馬迴眾，熱田神宮宮司之子千秋四郎戰死，義元為了加速奪取平定熱田，故在大高道途中改走鳴海道，而在桶狹間遭到信長率領的馬迴眾突襲)。
依後世創作，今川義元受到突擊後在突圍中由於之前酒醉未退，加上足短身長，戰馬受驚因而摔下馬來，以致遭到信長的侍衛服部小平太的攻擊，再加上另一名侍衛毛利新助也加入混戰。最終，今川義元就死在這兩名侍衛的手下。今川義元死前因力竭倒臥在地不起，依舊仗著酒意破口大罵服部小平太與毛利新助。毛利新助由於激憤，跨坐在今川義元的身上以左手揮拳重擊今川義元下巴，碰巧今川義元張口就將壓在他身上的毛利新助小指頭咬斷，然而最後仍然被這兩位無名小卒梟首。今川義元一死，上洛的今川家大軍轉眼片刻立即分崩離析了。信長出於對一代名將的尊重，在清須南方二公里街道旁造了義元塚，還举行了嚴謹仪式，執行超大規模的「千僧超渡誦經法會」，隆重地送別義元，為其祈求冥福。

### 日暮西山、名門覆滅
永祿元年(1558年)今川義元卸下家督之位，今川家督一職由其子的今川氏真接任。
氏真接任掌權今川家後，永祿四年(1561年)義元麾下年輕武將松平元康原本尚未打算從今川氏臣屬中獨立，不僅不斷出兵騷擾織田氏的領土並攻打織田氏的城寨，同時頻頻上書給義元之子今川氏真，討滅織田信長，為今川義元報仇雪恥。然而今川氏真的無能使得駿河國內的政情越加紊亂，不少今川氏的家臣紛紛出走，使得元康終於意識到今川氏已逐漸走向敗亡的路途，心中萌生從今川家獨立的念頭。
永祿五年(1562年)，就在元康在三河獨立捨棄與氏真的松平與今川臣從關係後，遣使石川數正與織田家的瀧川一益交涉。並前往清洲城與少時玩伴織田信長締結清洲同盟。而武田家方面，在義元戰死後，信玄知道自己領地甲斐、信濃接連全是山地，難以開發促進經濟優勢，就在此時信玄將矛頭指向今川家，企圖攻伐駿河以海外商業及製鹽業促進經濟實力。
永祿十一年(1568年)，信玄遣使至岡崎城拜會家康，協議兩家出兵消滅今川氏，並約定戰後以大井川為界，以西遠江歸屬松平家，以東屬駿河規屬武田家，史稱大井川會盟。呼應駿河侵攻。同年年底，在信玄攻破駿府城後家康軍攻克今川領地遠江國的引馬城(即日後濱松城)。
永祿十二年(1569年)，駿府城失守淪陷後，連今川氏的最後的根據地掛川城又遭到包圍。氏真本固守城池，在籠城戰的最後，家康進行開城勸告的呼籲，氏真終於投降。自此家康開始支配遠江。名門今川氏遭到覆滅的命運。今川氏真透過朝比奈泰朝的隨行保護下前往相模投靠北條氏康，北條氏康死後，又轉而投靠已經更名改姓的德川家康(即松平元康)。江戶幕府後氏真之孫今川直房以1,000石收入的高家為德川幕府效忠，直到幕末的今川範敘成為若年寄，高家旗本。官位從五位下侍從兼刑部大輔。
從永祿元年(1558年)氏真接任今川家督，到永祿十二年(1569年)，氏真投降德川家宣告覆滅，離義元之死僅十年左右。

## 评价
雖然義元僅憑一代即建立起足以問鼎天下的大勢力，但由於桶狹間之戰的大失態，因此也有認為今川家的強盛並非義元之功，而是拜其母壽桂尼與導師太原雪齋出謀劃策的觀點存在。
自江戶時代起，義元喜好公家文化、仿效公卿紋眉涅齒並沉迷於和歌、蹴鞠的形象就廣為流傳，甚至直到近年的影視、遊戲中，也往往因此賦予義元滑稽的形象；不過考慮到作為史料來源的江戶時代軍紀時常有虛構、杜撰的情節，義元也無真實的肖像傳世，其是否真如傳說般過度模仿公家其實並無定論；此外，考慮到今川氏在室町幕府中擁有次於足利家的守護地位，就算是義元極力模仿公家的打扮，也有強調自家地位與正當性的政治意義，而不能單單的以奢靡的嗜好視之。

## 家庭
- 父：今川氏親
- 母：壽桂尼
- 兄：今川氏輝、今川彥五郎、今川良真、象耳泉奘
- 弟：今川氏豐
- 妻：定惠院，(武田信虎長女)
- 子：今川氏真[4]
- 義兄弟：相模之獅北條氏康、甲斐之虎武田信玄

## 登場作品
小說
- 今川義元（中央公論新社、幸田露伴著）
- 今川義元―桶狹間之戰（講談社、濱野卓也（日语：浜野卓也）著 )
- 今川義元（日本文学館、杉村佳晃著）
- 義元謀殺（角川春樹事務所、鈴木英治（日语：鈴木英治）著）
- 義元、遼（靜岡新聞社、鈴木英治著）
- 駿風之人（潮出版社、高橋直樹（日语：高橋直樹 (作家)）著）
- 決戰！桶狹間（講談社、花村萬月（日语：花村萬月）著）
- 海道的修羅（KADOKAWA、吉川永青（日语：吉川永青）著）
- 太原雪齋與今川義元（PHP研究所、江宮隆之（日语：江宮隆之）著）

影視劇
- 風雲兒織田信長（日语：風雲児 織田信長）（1959年、東映、演：柳永二郎）
- 大話太閤記（日语：ホラ吹き太閤記）（1964年、東寶、演：藤田進）
- 太閤記（日语：太閤記 (NHK大河ドラマ)）（1965年、NHK大河劇、演：三國一朗）
- 德川家康（日语：徳川家康 (1965年の映画)）（1965年、東映、演：西村晃）
- 天與地（1969年、NHK大河劇、演：根上淳）
- 青春太閤記（日语：青春太閤記 いまにみておれ!）（1970年、NTV、演：花柳喜章）
- 國盜物語（日语：国盗り物語 (NHK大河ドラマ)）（1973年、NHK大河劇、演：花柳喜章）
- 新書太閤記（日语：新書太閤記#新書太閤記（NETテレビ））（1973年、NET、演：觀世榮夫（日语：観世栄夫））
- 女太閤記（1981年、NHK大河劇、演：新實（日语：新みのる））
- 德川家康（1983年、NHK大河劇、演：成田三樹夫）
- 太閤記（日语：太閤記 (1987年のテレビドラマ)）（1987年、TBS、演：神山繁）
- 德川家康（日语：徳川家康 (1988年のテレビドラマ)）（1988年、TBS、演：川浪公次郎）
- 武田信玄（1988年、NHK大河劇、演：中村勘九郎）
- 織田信長（日语：織田信長 (1989年のテレビドラマ)）（1989年、TBS、演：佐川滿男（日语：佐川満男））
- 武田信玄（日语：武田信玄 (1991年のテレビドラマ)）（1991年、TBS、演：松方弘樹）
- 信長KING OF ZIPANGU（1992年、NHK大河劇、演：柴田侊彦）
- 風林火山（日语：風林火山 (1992年のテレビドラマ)）（1992年、NTV、演：森次晃嗣）
- 獲取天下的男人 豐臣秀吉（日语：天下を獲った男 豊臣秀吉）（1993年、TBS、演：長門裕之）
- 織田信長（日语：織田信長 (1994年のテレビドラマ)）（1994年、TX、演：名和宏）
- 豐臣秀吉 獲取天下！（日语：豊臣秀吉 天下を獲る!）（1995年、TX、演：西園寺章雄）
- 秀吉（1996年、NHK大河劇、演：米倉齊加年（日语：米倉斉加年））
- 利家與松（2002年、NHK大河劇、演：佐佐木睦（日语：佐々木睦））
- 太閤記：被喚為猴子的男人（日语：太閤記 サルと呼ばれた男）（2003年、CX、演：中丸新將（日语：中丸新将））
- 國盜物語（日语：国盗り物語#新春ワイド時代劇版）（2005年、TX、演：田村亮）
- 功名十字路（2006年、NHK大河劇、演：江守徹）
- 太閤記：獲取天下的男人・秀吉（日语：太閤記〜天下を獲った男・秀吉）（2006年、EX、演：六平直政）
- 風林火山（2007年、NHK大河劇、演：谷原章介）
- 女信長（2013年、CX、演：三谷幸喜）
- 濃姬（日语：濃姫 (テレビドラマ)）（2013年、EX、演：篠井英介）
- 信長協奏曲（2014年、CX、演：生瀨勝久）
- 女城主 直虎（2017年、NHK大河劇、演：春風亭昇太）
- 麒麟來了（2020年、NHK大河劇、演：片岡愛之助）
- 桶狹間〜織田信長 霸王的誕生〜（日语：桶狭間 OKEHAZAMA〜織田信長〜）（2021年、CX、演：三上博史）
- 怎麼辦家康（2023年、NHK大河劇、演：野村萬齋）

漫畫
- 戰國外傳 桶狹間戰記（講談社、宮下英樹（日语：宮下英樹）作）

遊戲
- 美男戰國～穿越時空之戀，配音：八代拓
- 戰國無雙系列、無雙OROCHI系列（光榮公司開發，河内孝博、乃村健次配音）
- 戰國BASARA系列（CAPCOM開發，鹽屋浩三配音）
- 貓咪大戰爭